# UEFA Cup finalen 1995
UEFA Cup finalen 1995 var to fodboldkampe som skulle finde vinderen af UEFA Cup 1994-95. De blev spillet den 3. og 17. maj 1995 imellem de italienske hold Parma og Juventus.
Kampene var kulminationen på den 24. sæson i Europas næststørste klubturnering for hold arrangeret af UEFA siden etableringen af UEFA Cup i 1971.
Parma vandt samlet 2-1, efter at de i den første kamp hjemme på Stadio Ennio Tardini i Parma havde vundet 1-0 på et tidligt mål scoret af Dino Baggio. 14 dage efter på San Siro i Milano blev resultatet 1-1 efter at angriberen Gianluca Vialli havde bragt Juventus foran i 1. halvleg. Dino Baggio scorede sit andet mål i finalerne, da han i det 54. minut udlignede for Parma, hvilket også blev kampens resultat. 
Det var den femte finale UEFA Cuppen hvor de deltagende hold kom fra samme land, og den tredje hvor begge hold kom fra Italien. 

## Kampene

### 1. kamp
| 3. maj 1995 20:30 |

| Parma        | 1 – 0   | Juventus |
| ------------ | ------- | -------- |
| D. Baggio 5' | Rapport |          |

| Stadio Ennio Tardini, Parma Tilskuere: 22.063 Dommer: Antonio López Nieto (Spanien) |

### 2. kamp
| 17. maj 1995 20:30 |

| Juventus   | 1 – 1   | Parma           |
| ---------- | ------- | --------------- |
| Vialli 33' | Rapport | 54' D. Baggio · |

| San Siro, Milano Tilskuere: 80.754 Dommer: Frans Van Den Wijngaert (Belgien) |